# Castillo de Krapperup
El Castillo de Krapperup (en sueco: Krapperups slott) es una propiedad en la municipalidad de Höganäs en Escania, Suecia. La fundación Gyllenstiernska Krapperupstiftelsen ha sido la propietaria de Krapperup con su territorio y otras propiedades desde 1967.

## Historia
A mediados del siglo XVI, fue construido el gran edificio rectangular principal de ladrillo en estilo Renacentista. En 1667, la familia noble danesa Rantzau vendió Krapperup a la condesa sueca María Sofía De la Gardie (1627-1694). Durante su tiempo la mansión fue reconstruida en estilo barroco. Petter Gotthard von Kochen hizo restaruar Krapperup en estilo Rococó en el periodo 1750-60. En el siglo XIX, el área alrededor del castillo fue transformada en un jardín de estilo inglés por los propietarios Nils y Ellen Gyllenstierna. Su hijo, el diplomático Eric Gyllenstierna af Lundholm (1882-1940) heredó la finca.